# Зуївська експериментальна ТЕЦ
 Електростанція ЗуГРЕС  (ЗуГРЕС-1) була побудована в 1930-х роках та запущена в 1932 році. Це було одне з найпотужніших електрогенеруючих підприємств СРСР. До 1977 року електростанція виробила свій виробничий ресурс і стала науково-технічною лабораторією Всесоюзного теплотехнічного інституту ім. Дзержинського. З розпадом СРСР союзне фінансування проєкту припинилося. Працювала до середини 1990-х років, після чого перестала працювати як генеруюча електростанція та була переведена в розряд експериментальної теплоцентралі і стала називатися Зуївська експериментальна теплоелектроцентраль.
Станом на січень 2009 року Зуївська експериментальна теплоелектроцентраль працювала й виробляла електроенергію 18 МВт, а також забезпечувала теплом місто Зугрес. Використовується як база практики для студентів енергетичних спеціальностей Донецького національного технічного університету. З електростанції проведена ЛЕП 220 кВт.